# Aspidoscelis labialis
Aspidoscelis labialis е вид влечуго от семейство Teiidae. Видът е уязвим и сериозно застрашен от изчезване.

## Разпространение
Разпространен е в Мексико.

## Описание
Популацията на вида е намаляваща.